# Zina Goldsztejn
Zina Goldsztejn, Zina Goldstein (ur. 21 lutego 1894 w Mińsku) – polska aktorka żydowskiego pochodzenia, która zasłynęła głównie z ról w przedwojennych żydowskich filmach i sztukach teatralnych w języku jidysz.

## Życiorys
Zina Goldsztejn była córką wytwórcy kapeluszy. Edukację zdobywała w Warszawie, dokąd przeprowadzili się z Mińska jej rodzice. Od wczesnej młodości ojciec zabierał Zinę do opery, co skłoniło ją do nauki śpiewu pod okiem nauczyciela. Karierę muzyczną rozpoczęła w chórze Shlossberga, potem wcielała się w rolę primadonny w łódzkim Teatrze Scala. Po I wojnie światowej wyjechała do Nowego Jorku, gdzie w 1920 przez dwa sezony występowała w teatrze Borisa Thomashefsky'ego. Grała między innymi w spektaklu Dos ungarishe meydl. Następnie wyszła za mąż za Louisa Goldberga, z którym współkierowała Liberty Theatre. W latach 1929–1932 była aktorką w Gabel's Public Theatre. Po raz ostatni wystąpiła w 1989 w Max Gebil's Public Theater.

## Filmografia
- 1913: Nieznajomy
- 1911: Okrutny ojciec